# FC Flora Tallinn

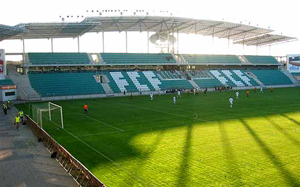
A. Le Coq Arena, thuisbasis van Flora Tallinn

MTÜ JK FC Flora Tallinn is een Estse voetbalclub uit de hoofdstad Tallinn. In 1990 werd de club opgericht, maar in het relatief jonge bestaan is het wel een van de succesvolste clubs van Estland. De traditionele kleur is groen.

## Geschiedenis
De club werd in 1990 opgericht en is zeer succesvol. De club heeft een record aantal landstitels op zijn naam staan, namelijk dertien. Flora is ook de grootste sportclub van het land. In 2005 werd de club vierde, het was de eerste keer in twaalf jaar dat Flora niet in de top drie eindigde.
Het tweede elftal speelt in de Esiliiga en ook FC Elva en Puudub behoren tot het netwerk van Flora. Tot 2011 was ook JK Tulevik Viljandi een satellietclub.
De club heeft ook een vrouwenafdeling die in 2024 voor de zevende maal kampioen werd in de Naiste Meistriliiga.

### Europa
Sinds 1995 wist de club zich ook elk jaar voor Europees voetbal te plaatsen (behalve in 2014/15), het duurde wel tot het seizoen 2006/07 voordat de club een ronde verder kwam. Ook in 2019/20 kwam het een ronde verder, maar in de tweede kwalificatieronde van de UEFA Europa League verloor het over twee wedstrijden van Eintracht Frankfurt (1-2 thuis, 2-1 uit). In 2020 begon FC Flora in de eerste voorronde van de UEFA Champions League, maar het werd meteen uitgeschakeld door het Litouwse Sūduva Marijampolė na strafschoppen. Men kon verder in de Europa League en het won zowel in de tweede voorronde (KR Reykjavík) als derde voorronde (Floriana FC), waardoor het in de play-offs terechtkwam. In die allerlaatste voorronde werd het als nog uitgeschakeld door Dinamo Zagreb (1-3), waardoor de groepsfase net niet werd bereikt.
In 2021/22 lukte dat wel. Er werd geschiedenis geschreven door als eerste Estische ploeg ooit de groepsfase van een Europees toernooi te bereiken. In de beslissende play-offs voor de UEFA Conference League 2021/22 werd het Ierse Shamrock Rovers verslagen (2-0 thuis, 0-1 uit), waardoor de groepsfase een feit werd.

## Erelijst
- Meistriliiga

Landskampioen in 1993/94, 1994/95, 1997/98, 1998, 2001, 2002, 2003, 2010, 2011, 2015, 2017, 2019, 2020, 2022, 2023
- Beker van Estland

Winnaar in 1995, 1998, 2008, 2009, 2011, 2013, 2020
Finalist in 2001, 2003, 2006, 2010, 2018, 2021, 2023
- Estische supercup

Winnaar in 1998, 2002, 2003, 2004, 2009, 2011, 2012, 2014, 2016, 2020, 2021, 2024

## Eindklasseringen vanaf 1992
| 4 |

| 2 |

| 1 |

| 1 |

| 2 |

| 2 |

| 1 |

| 1 |

| 3 |

| 2 |

| 1 |

| 1 |

| 2 |

| 3 |

| 4 |

| 3 |

| 2 |

| 2 |

| 4 |

| 1 |

| 1 |

| 3 |

| 4 |

| 3 |

| 1 |

| 4 |

| 1 |

| 3 |

| 1 |

| 1 |

| 2 |

| 1 |

| 1 |

| 4 |

| Meistriliiga | Esiliiga |

## In Europa
FC Flora Tallinn speelt sinds 1994 in diverse Europese competities. Hieronder staan de competities en in welke seizoenen de club deelnam:
- Champions League (13x)

1998/99, 1999/00, 2002/03, 2003/04, 2004/05, 2011/12, 2012/13, 2016/17, 2018/19, 2020/21, 2021/22, 2023/24, 2024/25
- Europa League (9x)

2009/10, 2010/11, 2013/14, 2015/16, 2017/18, 2018/19, 2019/20, 2020/21, 2021/22
- Conference League (5x)

2021/22, 2022/23, 2023/24, 2024/25, 2025/26
- UEFA Cup (10x)

1994/95, 1995/96, 1996/97, 1997/98, 2000/01, 2001/02, 2005/06, 2006/07, 2007/08, 2008/09

## Bekende (oud-)spelers
- Teet Allas
- Ray Fränkel
- Sander van de Streek
- Jonatan Johansson
- Dzintar Klavan

- Ragnar Klavan
- Marko Kristal
- Andres Oper
- Mart Poom
- Martin Reim

- Urmas Rooba
- Marko Meerits
- Indrek Zelinski

## Trainer-coaches
- Aivar Pohlak (1990–91)
- Raimondas Kotovas (1992)
- Roman Ubakivi (1993–95)

- Teitur Þórðarson (1995–99)
- Arno Pijpers (2000–04)
- Janno Kivisild (2005)

- Pasi Rautiainen (2006–08)
- Tarmo Rüütli (2009–10)
- Martin Reim (2010–12)